# Phragmanthera raynaliana
Phragmanthera raynaliana là một loài thực vật có hoa trong họ Loranthaceae. Loài này được (Balle) Polhill & Wiens miêu tả khoa học đầu tiên năm 1992.